# بخش فوژر-ویتره
بخش فوژر-ویتره (به فرانسوی: Arrondissement de Fougères-Vitré) یک بخش در فرانسه است که در ایل-ا-ویلن واقع شده‌است.